# Бырдыннырова, Мария Никитична
Мари́я Ники́тична Бырдынны́рова (род. 18.12.1943 Тыарасинский наслег, Алексеевский район, Якутская АССР) — якутский российский шашечный тренер, шашистка и шахматистка. Заслуженный тренер России (2006), заслуженный тренер Республики Саха (Якутия) (2000). Воспитала 6-кратного чемпиона мира, международного гроссмейстера Гаврила Колесова, 10 мастеров спорта, 92 кандидатов в мастера спорта, 49 чемпионов и призёров мира, 23 чемпиона мира и Европы, 162 чемпиона и призёра России.

## Биография
Окончила Вилюйское педагогическое училище. Первая чемпионка республики по международным шашкам (1980), чемпионка республики по русским шашкам (1988). 
Муж — Кычкин, Николай Николаевич, сын — Кычкин, Николай Николаевич (полные тёзки).

## Спортивные результаты
Мастер спорта СССР, по другим данным — КМС по шашкам. Неоднократная чемпионка ДСО «Спартак», «Урожай», республики, Сибири и Дальнего Востока, чемпионка Якутии по шахматам 1962 г. среди школьников. Первый тренер по шахматам — Слепцов Наум Трифонович, ветеран войны, выпускник Якутского педагогического института

## Тренерская деятельность
С 1965 г. начала свою тренерскую работу среди учащихся школ по русским, международным шашкам.
С 1992 по 2004 годы — тренер по шашкам в Чурапчинской республиканской спортивной школе-интернате.
С 2004 года — старший тренер ДЮСШ № 5 (Якутск).
Как тренер участвовала на Первых Всемирных интеллектуальных играх.
Преподаватель истории, обществоведения.

## Награды и звания
- Заслуженный тренер России
- Заслуженный тренер Республики Саха (Якутия)
- Почётный гражданин Таттинского улуса (2004)[7]
- Медали «В ознаменование 100-летия со дня рождения Владимира Ильича Ленина»", «80 лет Госкомспорта Республики Саха (Якутия)».
- Отличник физической культуры Республики Саха (Якутия).
- Государственная премия Республики Саха (Якутия) имени Д.  П.  Коркина в области физической культуры и спорта за 2013 год[8]